# Richmond (Nowa Zelandia)
Richmond – miasto w Nowej Zelandii, w północnej części Wyspy Południowej. Położone jest około 13 km na południowy zachód od miasta Nelson, nad Waimea Inlet będącej częścią Zatoki Tasmana. Według danych szacunkowych z 2014 roku populacja miasta wynosiła 13 606 mieszkańców. W Richmond mieści się siedziba Tasman District Council.